# 아타튀르크 박물관 (테살로니키)

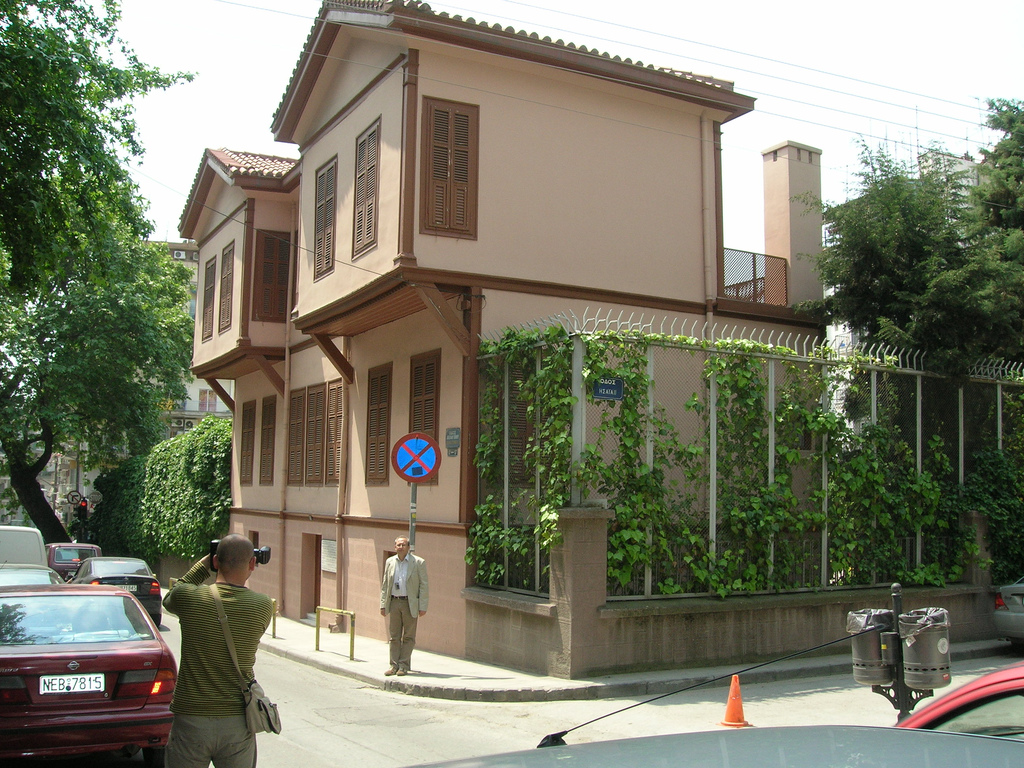
아타튀르크 박물관

아타튀르크 박물관(그리스어: Μουσείο Ατατούρκ, 튀르키예어: Atatürk Evi Müzesi)은 그리스 테살로니키에 위치한 무스타파 케말 아타튀르크의 생가이자 박물관이다.
아타튀르크는 1881년, 오스만 제국의 도시였던 이 곳에서 태어났다. 튀르키예 영사관 옆에 있는 정원이 딸린 3층집이다. 테살로니키는 1912년 그리스군에 점령되었는데, 그 이전까지는 "코차 카심 파샤(Koca Kasım Paşa)區 이슬라하네(Islahhane)街"로 불렸다.
이 건물은 1870년 이전에 세워졌으며, 1935년 테살로니키 시의회가 튀르키예 공화국에 기증하였다. 튀르키예 정부는 이 곳을 아타튀르크를 기리는 박물관으로 사용키로 결정하였다. 1981년 보수가 이루어졌고 원래 색깔인 분홍색으로 다시 칠해졌다. 한편 같은 해, 앙카라에 이 건물이 복제되어 세워졌다.